# Alan Bush
Alan Dudley Bush (Londres, 22 de diciembre de 1900-Watford, 31 de octubre de 1995) fue un compositor, pianista, director de orquesta, profesor y activista político británico. Un comunista comprometido, sus creencias políticas inflexibles se reflejaron a menudo en su música.

## Biografía
Estudió en la Real Academia de Música y después, particularmente, tuvo como profesor a John Ireland, el cual influyó mucho en su estilo, basado en un conocimiento perfecto de la técnica clásico-romántica. Continuó sus estudios en la Universidad de Berlín. Desde 1925 enseñó en la Real Academia de Música. Entre 1927 y 1932 fue concertista de piano: tocó varias veces en Londres y otras ciudades británicas y en Berlín. Más tarde abandonó sus actividades como intérprete, si bien en 1938 tocó su Concierto para piano, en la BBC, bajo la dirección de Adrian Boult. Como director dio a conocer obras de autores británicos en la Unión Soviética (1938 y 1939). Más tarde actuó en Checoslovaquia, Yugoslavia, Polonia y Bulgaria (1947) y también se dio a conocer en los Países Bajos (1950), Berlín Oriental y Hungría (1952) y, nuevamente, en Berlín Oriental (1958).